# T-80 (leichter Panzer)
Der T-80 war ein sowjetischer leichter Panzer des Zweiten Weltkrieges, der nur in einer geringen Stückzahl produziert wurde. Seine Entwicklung erfolgte im Sommer und Herbst des Jahres 1942 im Konstruktionsbüro der GAS-Werke. Der Chefkonstrukteur des T-80 war Nikolai Alexandrowitsch Astrow, einer der damals führenden sowjetischen Spezialisten in der Entwicklung leichter Panzer. Im Dezember 1942 von der Roten Armee angenommen, wurde der Panzer in kleiner Serie bis Oktober 1943 produziert. Insgesamt verließen etwa 75 bis 85 T-80 die Fertigung, die ab Herbst 1943 in Gefechten eingesetzt wurden.
Das frühe Ende der Serienproduktion des T-80 hatte mehrere Gründe: Nachdem anfangs der Motor nicht so zuverlässig wie gewünscht war, erwiesen sich insbesondere die Panzerung und Feuerkraft für die Verhältnisse des Jahres 1943 als zu schwach. Hinzu kam der hohe Bedarf der Roten Armee an SU-76-Selbstfahrlafetten, die auf der gleichen Fertigungsstraße produziert werden konnten.
Der T-80 war der letzte sowjetische leichte Panzer, der während der Kriegszeit in deutlicher Stückzahl produziert wurde. Die Typbezeichnung wurde in den 1970er-Jahren für den russischen Kampfpanzer T-80 erneut vergeben.

## Geschichte
In den Jahren 1941–1942 stellten die leichten Panzer einen wichtigen Teil der Panzertruppe der Roten Armee dar, trotz deren Nachteilen. Die sowjetische Führung und einige Generäle wollten bereits 1942 die Panzereinheiten mit so vielen mittleren Panzern T-34 wie möglich ausstatten; aber durch die Evakuierung der Panzerfabriken sowie Material- und Personalmangel konnte dies nicht gewährleistet werden. Also wurden die Panzereinheiten statt mit T-34-Panzern mit leichten Panzern ausgerüstet, deren Produktion einfacher und mit weniger Aufwand erfolgen konnte.
Im Dezember 1941 hatte die Rote Armee den neuen leichten Panzer T-70, den direkten Vorgänger des T-80, in den Dienst übernommen. Von Anfang an kritisierten die Militärexperten dessen Hauptschwachpunkt: den einsitzigen Turm, da hier der Kommandant gleichzeitig die Arbeit des Kommandanten, Lade- und Richtschützen und – soweit Funkgeräte vorhanden waren – auch die des Funkers übernehmen musste. Aber der T-70 bot genügend Spielraum zur Verbesserung.
Das Konstruktionsbüro der GAS-Werke unter der Leitung N. A. Astrows versprach daher im Januar 1942, noch während der Tests des GAS-70 (russisch ГАЗ-70, Prototyp des T-70), dem GBTU RKKA (Hauptpanzeramt der Roten Armee, russ. ГБТУ РККА – Главное БронеТанковое Управление Рабоче-Крестьянской Красной Армии) die schnellstmögliche Entwicklung eines neuen Zwei-Mann-Turms. Die eigentliche Arbeit an einem neuen Turm begann aufgrund Personalmangels erst im April 1942 nach dem erfolgreichen Beginn der Serienproduktion des T-70.
Im Laufe der Entwicklung wurde bereits 1942 klar, dass der Einbau eines Zwei-Mann-Turmes die Belastung von Motor, Federung und Getriebe stark erhöhen würde. Die Tests mit einem auf bis zu elf Tonnen beladenen T-70 bestätigten diese Befürchtungen: Die Torsionsstäbe und Kettenglieder wurden beschädigt und der Antrieb fiel aus. Die Hauptaufgabe war daher die Verstärkung dieser Konstruktionselemente. Im Ergebnis führten die Arbeiten daran zur neuen Ausführung T-70M, die dann ab Oktober 1942 bei GAS in Serie produziert wurde. Zum Herbst 1942 hin wurde auch der Zwei-Mann-Turm gefertigt und erfolgreich getestet, aber auf dem Weg zur Serienproduktion ergaben sich zwei Hindernisse, die es zu lösen galt.
Das erste Problem war die ungenügende Leistung der Zwillings-Ottomotoren GAS-203, deren Leistung aber durch Erhöhung von Liefergrad und Verdichtungsverhältnis von 140 auf 170 PS gesteigert werden konnte. Das zweite Hindernis war die Forderung nach einer großen Rohrerhöhung der Hauptwaffe. So sollte die Bekämpfung hochliegender Ziele in Stadtkämpfen und die Flugabwehr möglich sein. Insbesondere der Kommandeur der Kalininer Front, Generalleutnant Iwan S. Konew forderte dies. Der bereits entwickelte zweisitzige Turm konnte dieser Forderung nicht gerecht werden. Es musste daher ein neuer Turm gebaut werden. Der zweite Prototyp mit dem neuen Turm hatte die Fabrikbezeichnung 0-80 oder 080. Der Durchmesser des Drehkranzes wurde vergrößert, um so die Besatzung und die Kanone bedienerfreundlicher unterzubringen. Ein 45 mm dicker und gut 14 cm hoher Panzerring auf dem Rumpf unter dem Turm erhöhte die Lage des Turmes und ermöglichte so die Flugabwehr (im Innenraum war mehr Raum für das Richten der Waffe). Diese Verbesserung machte aber den Ausbau des Motors ohne vorherige Demontage des Turmes unmöglich, da der Panzerring über der abnehmbaren Motorpanzerung lag.
Der Prototyp 080 wurde erfolgreich im Dezember 1942 getestet und das Modell mit der Bezeichnung T-80 sodann von der Roten Armee übernommen.
Gleichzeitig zu den Arbeiten zur Verbesserung des T-70 wurde die Schlacht von Stalingrad ausgetragen. Dabei gingen die Fabriken Stalingradski Traktorny Sawod (STS), das Werk Nr. 264 und andere Betriebe verloren, so dass weniger T-34 produziert werden konnten und befürchtet werden musste, dass die Aufstellung neuer Panzerverbände gefährdet sein würde. Mit den leichten Panzern konnte jedoch eine ausreichend hohe Produktionszahl sichergestellt werden, was die Wichtigkeit der Arbeit Astrows noch erhöhte.
Die Serienproduktion des T-80 lief aber nicht in den GAS-Werken in Gorki an, sondern wurde im neuorganisierten Werk Nr. 40 in Mytischtschi geplant. Damit sollte hauptsächlich ein Rückgang der Ausstoßzahlen des T-70M und SU-76 in den GAS-Werken bei der Umstellung der Produktion des T-70M zum T-80 vermieden werden. Die Fahrzeuge der Vorserienproduktion von Anfang 1943 fielen durch die angesetzten Tests. Erst nach intensiver Arbeit an den Motoren konnten ab Juli brauchbare Serienfahrzeuge ausgeliefert werden. Im Einsatz an der Front stand der T-80 ab Herbst 1943.
Die Serienproduktion lief nur bis Oktober 1943. Das schnelle Ende hatte zwei Hauptgründe: Die Zwillings-Ottomotoren M-80 (auch als GAS-203F – russisch ГАЗ-203Ф – bezeichnet) waren zunächst nicht so zuverlässig wie gewünscht. Ausschlaggebend waren aber die für die Verhältnisse des Jahres 1943 zu schwache Panzerung und Feuerkraft des T-80. Die Schlacht bei Kursk und die darauf folgenden sowjetischen Offensiven machten deutlich, dass die Zeit des leichten Panzers in den Panzerbrigaden, Panzerregimentern, Panzerkorps und Panzerbataillonen vorbei war. Diese Einheiten wurden nur noch mit dem mittleren Panzer T-34 ausgerüstet, der auch die neue Generation deutscher Panzer bekämpfen konnte (die schweren Panzer wurden seit Ende 1942 in separaten Regimentern und Brigaden geführt).
In der Folge wurde der Produktionsstopp für leichte Panzer angeordnet. Zur gleichen Zeit war auch der Produktionsausstoß des T-34 inzwischen derart gestiegen, dass auch die großen Verluste der zweiten Hälfte des Jahres 1943 kompensiert werden konnten. Gegen die Einstellung der Produktion erhoben einige wichtige Generäle Einwände (z. B. Semjon Iljitsch Bogdanow, Kommandeur der 2. Gardepanzerarmee, später Marschall der Panzertruppen), da diese leichte Panzer weiterhin in den Nischen, in denen ein T-34 oder IS-Panzer wertlos war, für notwendig erachteten: Bei der Verfolgung, Aufklärung und dem Stadtkampf gegen hochliegende Ziele in Gebäuden. Auch konnten sie im Straßenkampf durch ihre bessere Manövrierbarkeit eher feindlichen Infanteriepanzerabwehrwaffen entgehen; mit ihrer geringen Größe und hohen Geschwindigkeit konnten sie eher mit einem Minimum an Infanterieunterstützung agieren als mittlere oder schwere Panzer.
Gleichzeitig war der Bedarf der Roten Armee an SU-76-Selbstfahrlafetten hoch, so dass auch die Fertigungslinie auf die Produktion der SU-76 umgestellt wurde. Nach dem Produktionsende 1943 wurde die Produktion auch nach der Verbesserung der Motoren Anfang 1944 nicht wiederaufgenommen.

## Produktionszahlen
Die Serienproduktion des T-80 wurde im Februar 1943 im Werk Nr. 40 in Mytischtschi begonnen. Der Produktionsausstoß war nicht groß, bis zum Abschluss der Produktion im Oktober 1943 wurden nur etwa 80 T-80 gebaut. Die genaue Zahl bleibt unklar. Laut den Akten des GBTU RKKA (Hauptpanzeramt der Roten Armee) wurden insgesamt 75 T-80 gebaut. Die Dokumente des NKTP (Panzerindustrie-Volkskommissariat, russisch НКТП – Народный Комиссариат Танковой Промышленности) hingegen weisen für das Jahr 1943 eine Produktion von 81 T-80 aus, bei einer Gesamtproduktion von 85 Panzern über die gesamte Dauer des Krieges. Dabei wurden wahrscheinlich auch die Prototypen, Vorserienfahrzeuge und Versuchspanzer mit eingerechnet.
In den GAS-Werken wurden ebenfalls fünf Versuchspanzer produziert.

## Unterstellung
Der T-80 sollte den T-70 ersetzen und in den selbstständigen Panzerbrigaden, Panzerregimentern und Panzerbataillonen eingesetzt werden. Doch aufgrund der Schwächen des T-70 wurden diese ab November 1943 aus dem Bestand der Panzerbrigaden gestrichen und die Brigaden entsprechend umgebaut. Die neuen Aufstellungspläne 010/500 bis 010/506 sahen nur den T-34 im Bestand vor. Am 4. März 1944 erließ der RKKA-Generalstab die Direktive Org/3/2305 mit der die T-70-Panzer auch aus den Regimentern genommen wurden. Zum Zeitpunkt dieser Umgestaltung liefen die neuen T-80 der Truppe zu. Die vorhandenen T-70 und T-80 wurden in Panzeraufklärungsbataillone übernommen. Diese Einheiten besaßen je eine leichte Panzerkompanie mit sieben Fahrzeugen, alle anderen waren mit Panzerspähwagen BA-64 ausgerüstet. Der T-80 wurde auch in den leichten Selbstfahrartillerieregimentern als Fahrzeug des Regimentskommandanten genutzt. Hauptwaffe dieser Regimenter bildete die SU-76-Selbstfahrlafette. Die jeweils identischen Ersatzteile für die Fahrgestelle und andere Teile der Fahrzeuge T-70, T-80 und SU-76 vereinfachten die Wartung in diesen Einheiten.

## Einsatzprofil
Hauptaufgabe des T-80 sollte wie die seines Vorgängers T-70 die Infanterieunterstützung sein. Eine typische sowjetische Panzereinheit (Regiment, Brigade, Division oder Korps) war 1942 mit T-34 und leichten Panzern (T-60, T-70, M3 Stuart oder Mk III Valentine) ausgerüstet. Auf dem Schlachtfeld bildeten die leichten Panzer den Anweisungen nach die zweite Angriffswelle hinter den T-34-Panzern. Die leichten Panzer unterstützten die ihnen in kurzem Abstand folgende Infanterie durch die Bekämpfung von feindlichen Maschinengewehrstellungen, Feldbefestigungen einschließlich der Schützengräben und die nicht durch die erste Welle von T-34 zerstörten, im Gegenzug mit deren Bekämpfung beschäftigten Panzerabwehrkanonenstellungen. Der direkte Kampf gegen Panzerabwehrkanonen und gegnerische Panzer war mit hohen Verlusten verbunden, aber nicht völlig aussichtslos. Zog sich der Feind zurück, war es die Aufgabe der leichten Panzer, vor allem wegen ihrer hohen Geschwindigkeit, ihn zu verfolgen. Dabei war auch die Gefahr durch Panzerabwehrkanonen gering. Bei einem durch Panzer geführten Gegenangriff sollten sie ihre Geschwindigkeit und Manövrierbarkeit einsetzen, um den Feind zu flankieren und die gegnerischen Panzer an der Seite oder von hinten zu bekämpfen. Die Umsetzung dieser Taktik scheiterte oftmals an schlecht ausgebildeten Panzersoldaten, falschen Befehlen der Kommandeure oder einfach am Mangel an schwererem Material. Für den Stadtkampf erwies sich der leichte Panzer ebenfalls auf Grund seiner geringen Größe und seiner Manövrierbarkeit als geeignet.

## Einsatz
Einzelheiten über den praktischen Einsatz des T-80 wurden bis heute (2007) nicht in den Aufzeichnungen aufgefunden. In der Literatur wird von Klagen der Roten Armee über die Überlastung und ungenügende Zuverlässigkeit des Motors berichtet, doch ob dies Einsatzerfahrungen oder nur Ergebnisse der vorangehenden Tests waren, bleibt unklar. Es ist bekannt, dass einige T-80 1944 in den leichten Selbstfahrartillerieregimentern genutzt wurden, so erhielt auch die 5. Gardepanzerbrigade ab 15. Februar 1945 zwei T-80 nach deren Überholung. Es gibt keine Informationen über die Verwendung des T-80 in den Armeen anderer Staaten.

## Technische Beschreibung

### Aufbau
Der T-80 glich im Aufbau anderen sowjetischen leichten Panzern seiner Zeit. Das Fahrzeug lässt sich in fünf Teile gliedern (von vorn nach hinten):
- Getrieberaum
- Fahrerraum
- Motorraum in der rechten Wannenseite
- Kampfraum im linken Wannenteil und im Turm
- Heckraum mit den Kraftstofftanks und dem Kühler

Diese Bauweise bestimmte die Vor- und Nachteile des T-80 und der anderen Fahrzeuge seiner Klasse. Insbesondere die Lage des Getriebes und Kettentreibrads in der Front machte den Entwurf verwundbar, da die Vorderseite dem feindlichen Beschuss am stärksten ausgesetzt ist. Andererseits war die Lage des Tanks im Heckraum hinter einem speziellen Feuerschott, anders als bei mittleren und schweren sowjetischen Panzern (T-34 und die Panzer der IS- und KW-Serie hatten jeweils Tanks direkt im Kampfraum) von Vorteil. Es verringerte das Risiko eines Brandes im Falle eines Treffers – ein Problem vor allem bei Fahrzeugen mit Ottomotoren – und erhöhte die Überlebensrate der Besatzung. Ein weiterer Vorteil des T-80 war seine niedrige Höhe und sein geringes Gewicht im Vergleich zu anders aufgebauten Panzern (der in Panzerung und Bewaffnung vergleichbare italienische Panzer M14/41 erreichte ein Gewicht von 14 Tonnen). Die Besatzung bestand aus drei Mann: einem Fahrer, einem Richtschützen und dem Kommandanten, der gleichzeitig die Arbeit des Laders und Funkers übernahm.

### Panzerung und Turm
Die Panzerwanne des T-80 wurde aus verschiedenen gewalzten Panzerplatten mit Stärken von 10, 15, 25, 35 und 45 mm zusammengeschweißt. Die Oberfläche wurde gehärtet zur Verstärkung der Festigkeit der Panzerung. Die Panzerung schützte vor Beschuss durch schwere Maschinengewehre, die Frontpanzerung widerstand kleinkalibrigen Granaten. Front- und Heckpanzerung waren deutlich geneigt, die Seiten waren senkrecht. Die Seiten waren aus zwei Platten geschweißt, die Schweißnaht wurden von einem aufgenieteten Stahlbalken verstärkt. Ein Teil der Panzerplatten (z. B. über dem Motor und dem Kühler) waren abnehmbar, um so die Zugänglichkeit zu Wartungszwecken zu ermöglichen. Der Fahrerplatz lag links vorne in der Wanne. Die Luke zum Ein- und Ausstieg des Fahrers war in die vordere Panzerplatte eingelassen, ein spezieller Stabfedermechanismus erleichterte das Öffnen. Die Luke in der Frontpanzerung machte diese anfälliger für Treffer. Der Boden bestand aus drei verschweißten Platten, die wie die Seitenpanzerung, mit kastenförmigen Versteifungsbalken über den Nähten verstärkt wurden. Gleichzeitig nahmen Kästen die Drehstäbe auf. Eine Notausstiegsluke war hinter dem Fahrerplatz in den Wannenboden geschnitten. Über die Panzerwanne waren verschiedene kleinere Luken, Lüfter- und Wartungsöffnungen (Tank- oder Ablassöffnungen für Kraftstoff, Wasser, Öl) verteilt. Sie waren teils mit gepanzerten Abdeckungen versehen oder verstöpselt.
Der sechskantige geschweißte Turm hatte die Form eines Pyramidenstumpfes. Die 35 mm starke Seitenpanzerung war leicht geneigt, um im Innenraum Platz für zwei Männer zu schaffen. Die Schweißnähte der Seiten waren durch Winkel verstärkt. Der frontale Teil des Turms wurde durch eine Panzerblende von 45 mm Dicke geschützt. Die Blende besaß drei Öffnungen – für Kanone, Maschinengewehr und Visierfernrohr. Die Kuppel des Kommandanten zum Ein- und Ausstieg lag auf der rechten oberen Turmseite, an ihr war das Drehperiskopsehgerät montiert. Spezielle Feststeller am Drehkranz des Turmes verhinderten Turmbewegungen bei gekipptem Fahrzeug.

### Bewaffnung

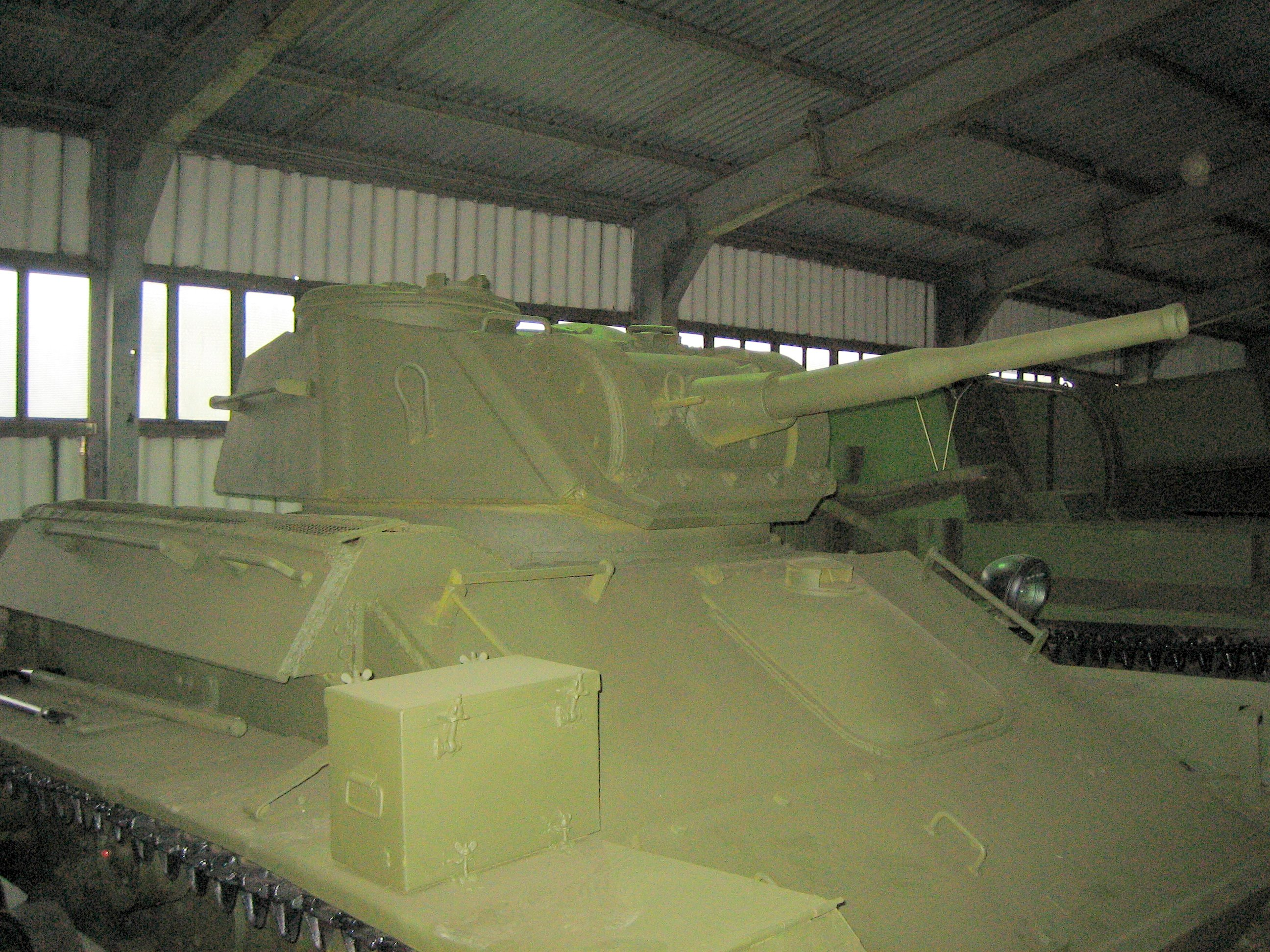
Ansicht des Turms mit der 45-mm-Kampfwagenkanone 20-Km

Die Hauptwaffe des T-80 war eine halbautomatische Kampfwagenkanone vom Typ M1938 (auch 20-Km) mit einem Kaliber von 45 mm mit gezogenem Lauf. Sie war mittig im Turm angebracht. Die offizielle Bezeichnung des Geschützes in der Roten Armee war 45-мм танковая пушка обр. 1938 г. (45-mm Kampfwagenkanone M1938). 20-Км (20-Km) war eine gleichwertige Bezeichnung des Entwicklers und Herstellers, Sawod No.8 imeni Kalinina (Kalinin-Werke Nr. 8). Die 20-Km hatte eine Rohrlänge von 46 Kaliberlängen (L/46), die Schusslinie lag in 1630 mm Höhe. Die Kernschussweite lag bei 3,6 km, die maximale Schussweite betrug etwa sechs Kilometer. Die Sekundärbewaffnung war ein Degtjarjow DT 7,62-mm-Maschinengewehr, es war achsparallel zu der 20-Km angebracht. Das DT-MG konnte leicht abgenommen werden und die Panzersoldaten konnten es abgesessen verwenden. Beide Waffen hatten einen Höhenrichtbereich von −8° bis +65° und durch Drehung des Turms einen Seitenrichtbereich von 360°. Das Zahngetriebe zur Seitenrichtung des Turmes und das Höhenrichtwerk mit Schraubgetriebe waren links bzw. rechts vom Arbeitsplatz des Richtschützen angebracht. Die beiden Richtwerke waren handgetrieben. Das Maschinengewehr hatte einen mechanischen Abzug, die Kanone war mit einem elektrischen und einem mechanischen Abzug (für den Fall des Ausfalls des elektrischen Abzugs) ausgestattet.
Der Kampfsatz für die Kanone lag bei 94 bis 100 Stück Patronenmunition. Der Auswurf der Hülse einer verschossenen Panzergranate erfolgte durch einen automatischen Auswurfmechanismus, eine Splittergranatenhülse wurde per Hand entnommen. Die Treibladung der Splittergranate für den Einsatz mit der 20-Km war schwächer als die der Panzergranate, um die dünnere Materialstärke der Granate (die dafür eine größere Sprengladung tragen konnte) auszugleichen. So war der Rückstoß zu schwach für den Auswurfmechanismus, so dass der Kommandant den Verschluss öffnen und die Hülse entnehmen musste.
Die theoretische Feuergeschwindigkeit lag bei etwa zwölf Schuss pro Minute, praktisch lag sie bei 4 bis 7 Schuss pro Minute auf Grund der Problematik des Hülsenauswurfs. Für die 20-Km standen verschiedene Typen von Granaten zur Verfügung:
| Nomenklatur der Munition                                          |                                  |                           |                               |                                |
| Typ                                                               | Bezeichnung (Transl. / Russisch) | Gewicht der Granate in kg | Gewicht der Sprengladung in g | Mündungsgeschwindigkeit in m/s |
| Kalibrige Panzergranaten                                          |                                  |                           |                               |                                |
| Panzergranate mit Leuchtspur und Geschosshaube (englisch APCBC-T) | BR-240 / БР-240                  | 1,43                      | 18,5 (A-IX-2)                 | 760                            |
| Panzerbrandgranate mit Leuchtspur und Geschosshaube               | BSR-240 / БЗР-240                | 1,44                      | 12,5 + 13 (Brandstoff)        | 760                            |
| Panzergranate mit Geschosshaube (APCBC)                           | B-240 / Б-240                    | 1,43                      | 19,5 (A-IX-2)                 | 760                            |
| Panzergranate mit Leuchtspur (solid AP-T)                         | BR-240SP / БР-240СП              | 1,43                      | keine                         | 757                            |
| Unterkalibrige Panzergranaten                                     |                                  |                           |                               |                                |
| Wolframkern-Panzergranate mit Leuchtspur (APCR-T)                 | BR-240P / БР-240П                | 0,85                      | keine                         | 985                            |
| Splittergranaten                                                  |                                  |                           |                               |                                |
| Splittergranate                                                   | O-240                            | 1,98–2,15                 | 78                            | 343                            |
| gusseiserne Splittergranate                                       | O-240А                           | 1,98–2,15                 | 78                            | 343                            |
| Kartätsche                                                        |                                  |                           |                               |                                |
| Kartätsche                                                        | Schtsch-240 / Щ-240              | 1,62                      | 137 Kugeln, 100 g Pulver      | ?                              |

| Durchschlagtafel für 45 mm KwK 20-K |                        |                       |
| Panzergranaten B-240, BR-240, BSR-240 |                        |                       |
| Schussweite in m | Auftreffwinkel 30°, mm | Auftreffwinkel 0°, mm |
| 100 | 43                     | 52                    |
| 250 | 39                     | 48                    |
| 500 | 35                     | 43                    |
| 1000 | 28                     | 35                    |
| 1500 | 23                     | 28                    |
| 2000 | 19                     | 23                    |
| Panzergranate BR-240SP |                        |                       |
| Schussweite in m | Auftreffwinkel 30°, mm | Auftreffwinkel 0°, mm |
| 100 | 49                     | 59                    |
| 250 | 45                     | 55                    |
| 500 | 40                     | 51                    |
| 1000 | 32                     | 40                    |
| 1500 | 26                     | 33                    |
| 2000 | 22                     | 26                    |
| Panzergranate BR-240P |                        |                       |
| Schussweite in m | Auftreffwinkel 30°, mm | Auftreffwinkel 0°, mm |
| 100 | 70                     | 96                    |
| 200 | 65                     | 84                    |
| 300 | 59                     | 72                    |
| 400 | 53                     | 61                    |
| 500 | 47                     | 51                    |
| Diese Daten wurden nach sowjetischer Methodik ermittelt (Jakob-de-Marres-Formel, Zementpanzerung hoher Härte (1,1 bis 1,3 Stärke der RHA) als Beschussziel). Es muss darauf hingewiesen werden, dass die Durchschlagfähigkeit merklich von der Produktionscharge der Granaten und der Technologie der Herstellung abhing. So ist der direkte Vergleich mit ähnlichen Daten anderer Geschütze nicht möglich. |                        |                       |

Die wirkliche Durchschlagsfähigkeit der BR-240-, BSR-240- und B-240-Panzergranaten wich vom Tabellenwert deutlich ab. Tests im Jahr 1939 hatten gezeigt, dass die 32 mm starke seitliche Panzerung des PzKpfW III (das Fahrzeug wurde beim Überfall auf Polen bei Brest beschädigt und von der Wehrmacht zurückgelassen, später wurde es von der Roten Armee in Besitz genommen) aus 500 Meter im rechten Winkel von einer BR-240-Granate nicht durchschlagen wurde. Wiederholte Tests 1940 erbrachten ein kaum besseres Ergebnis: Die Panzerung wurde nur bei zwei von fünf Treffern durchschlagen. Aus diesem Grund wurde die neue 45-mm-Granate BR-240SP entwickelt. Sie erreichte die Tabellenwerte auch in der Praxis und wurde ab 1942 verwendet.
Für das koaxiale DT-MG wurden 1008 Schuss Munition (16 Tellermagazine) mitgeführt. Die Mannschaft war mit einer PPSch-41-Maschinenpistole mit 213 Schuss in drei Trommelmagazinen und zwölf F-1-Handgranaten ausgestattet. Manchmal ergänzte eine Signalpistole mit Munition das Inventar.

### Motor
Der T-80 wurde durch zwei als Zwillingsmotor verbundene 6-Zylinder-Viertakt-Reihen-Ottomotoren vom Typ GAS-203F (spätere Bezeichnung M-80) angetrieben. Zusammen leisteten die wassergekühlten Triebwerke rund 170 PS (125 kW) bei 3400 Umdrehungen pro Minute. Beide Motoren (Bezeichnung als Einzelmotor GAS-80) waren mit einem Vergaser vom Typ K-43 ausgestattet. Die Kurbelwellen der Motoren waren durch eine Kupplung mit elastischen Buchsen gekoppelt. Spezielle Dämpfer zwischen Kurbelgehäuse und der vorderen Befestigung an der Panzerwanne sollten Schwingungen des Triebwerks in Längsrichtung verhindern. Die einzige Kühlwasserpumpe besaß zwei Kühlelemente, getrennt für jeden Triebwerksteil des Zwillingsmotors. Der GAS-203F war mit einem Öl-Zyklonluftfilter ausgestattet.
Wie sein Vorgänger T-70 war auch der T-80 mit einem Vorwärmer für den Einsatz bei kalten Wetterbedingungen ausgestattet. Zwischen der Wanne und dem Motor befand sich der Kessel. Nach dem Prinzip einer Thermosiphonanlage wurde das durch eine Lötlampe erhitzte Wasser zum Motor transportiert. Diese Lötlampe wurde mit Benzin als Brennstoff betrieben. Das Thermosiphon ist eine passive Konstruktion, die ohne eine konventionelle Pumpe auskommt und die unterschiedliche spezifische Dichte des Wassers bei unterschiedlicher Temperatur ausnutzt um den Wasserkreislauf anzutreiben. Die Anlage nutzte die Leitungen und den Radiator des Kühlsystems, um den ganzen Motor zu erwärmen; Radiator und Kessel waren integraler Bestandteil des Motors.
Der Zwillingsmotor wurde durch zwei ST-06-Anlasser in Parallelschaltung (Gesamtleistung etwa 2 PS bzw. 1,5 kW) gestartet. Das Anlassen war auch über eine Handkurbel oder das Schleppen von einem anderen Panzer zu bewerkstelligen.
Die beiden Kraftstofftanks im Heck fassten zusammen 440 Liter. Der Fahrbereich lag bei 320 Kilometer auf der Straße. Als Kraftstoff wurde das Flugbenzin B-70 oder KB-70 (Oktanzahl 70) verwendet, im Sommer ebenso normales Autobenzin bei entsprechender Einstellung des Vergasers.

### Kraftübertragung
Der T-80 war mit einer vollständig mechanischen Kraftübertragung ausgestattet. Die einzelnen Baugruppen waren:
- die halbzentrifugale Haupt-Zweischeiben-Trockenkupplung mit Reibbelägen aus Ferodo-Verbundwerkstoff (Werkstoff benannt nach dem britischen Hersteller Ferodo);
- das Vierganggetriebe (vier Vorwärtsgänge, ein Rückwärtsgang), in vielen Teilen baugleich mit dem Getriebe des ZIS-5-LKWs;
- zwei Seiten-Einscheiben-Kupplungen mit Trockenreibung Stahl auf Stahl und Stahl-Bremsband mit Ferodo-Belägen;
- zwei einfache Seitenvorgelege;
- zwei mechanische Steuerhebel und Pedale.[P 1]

### Laufwerk

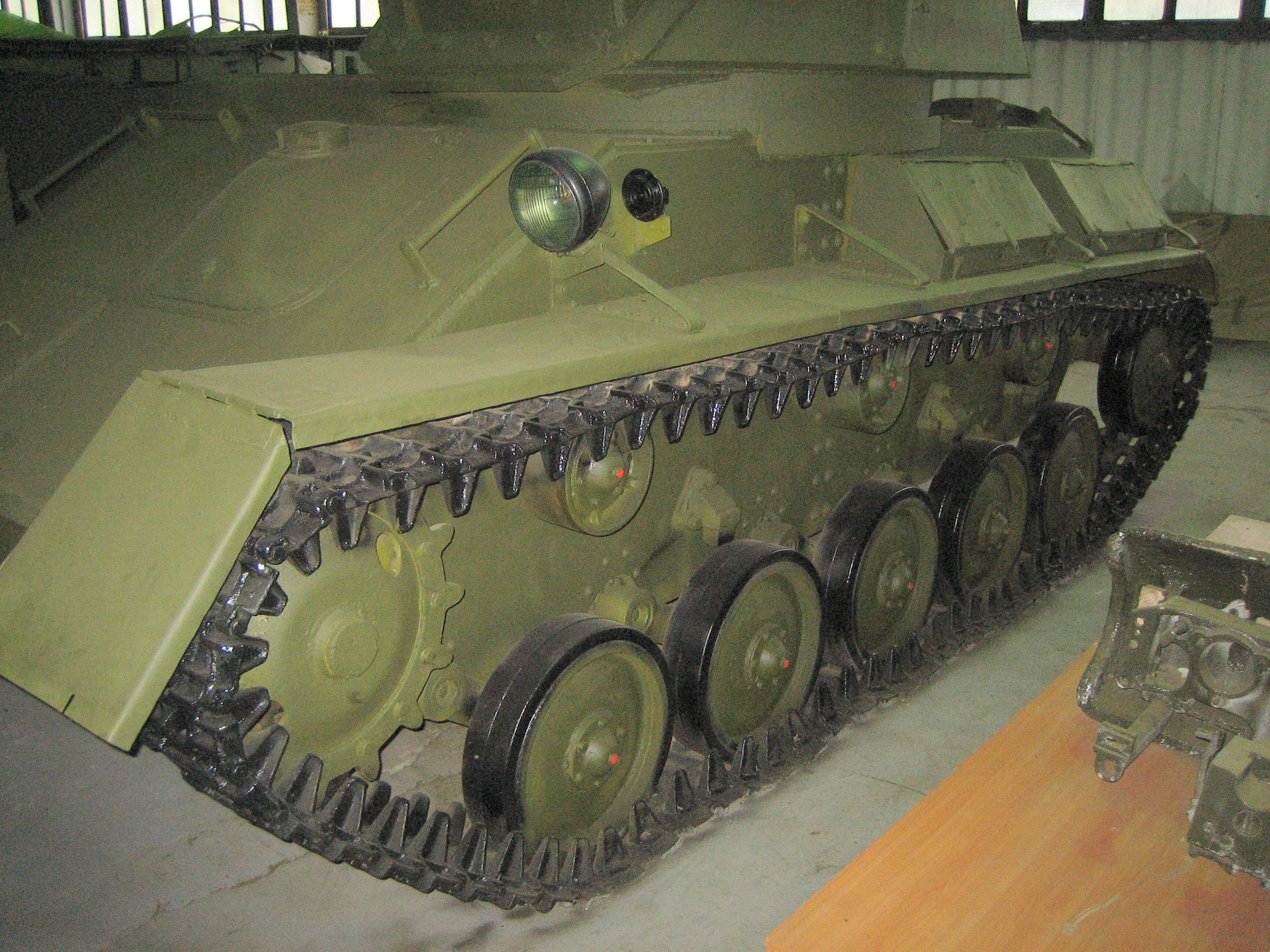
Laufwerk des T-80

Das Kettenlaufwerk des T-80 wurde von dem Vorgänger T-70M übernommen. Das Rollenlaufwerk bestand aus fünf Laufrollen mit drei Stützrollen und vorne liegendem Treibrad mit Triebstockverzahnung. Das hinten liegende Führungsrad war mit den Laufrollen identisch. Es war auch Teil des Kettenspannmechanismus. Die einteiligen, gestanzten Laufrollen mit 550 mm Durchmesser und Gummibandagen waren einzeln ohne zusätzliche Stoßdämpfer drehstabgefedert. Der Ausschlag des zweiten, vierten und fünften Schwingarms (von vorn gezählt) wurde durch nah an der Panzerwanne angeschweißte Begrenzer mit Puffern aus Gummi begrenzt. Die Stützrollen waren gleichzeitig die Begrenzer für die erste und dritte Laufrolle. An der Panzerwanne waren auch spezielle Begrenzer angebracht, die ein Abrutschen der Gleiskette bei schräger Auflage der Kette verhindern sollten. Die Gleiskette bestand aus 80 kurzen Kettengliedern mit zwei Zahnreihen, 111 mm Länge und 300 mm Breite.

### Elektrische Ausrüstung
Das Bordnetz bestand aus einem Leitungsdraht zu allen Verbrauchern, die Panzerwanne als Massepotenzial übernahm die Rückleitung.
Zur Versorgung mit Elektroenergie diente ein GT-500S-Generator mit einem Reglerschalter RRK-GT-500S (500 W Leistung) und zwei nacheinander geschalteten 3-STE-112-Akkumulatoren mit einer Gesamtkapazität von insgesamt 112 Amperestunden. Die Bordspannung lag bei 12 Volt. Die Stromabnehmer waren:
- die Außen- und Innenbeleuchtung, das Ausleuchtungsgerät für die Visierskala;
- die Hupe;
- die Nachrichtenmittel: Funk- und Panzergegensprechanlage;
- die Motorelektrik: Starter ST-06, Zündspule, Zündverteiler, Zündkerzen etc.[P 1]

### Visiereinrichtungen und Sehgeräte
Die 45-mm-Kanone 20-Km und das koaxial angebrachte 7,62-mm-MG DT des T-80 waren mit einem Visierfernrohr TMF-1 für die Richtung gegen Bodenziele und einem KT-8-Kollimatorfernrohr für hochliegende Ziele und die Flugabwehr ausgestattet. Zur Ausstattung jedes Bedienplatzes (Fahrer, Richtschütze, Kommandant) gehörte ein Periskopsehgerät. Die Übersicht aus der Kommandantenkuppel hätte besser sein können, da statt fünf fest eingebauten Winkelspiegeln wie ursprünglich vorgesehen, aufgrund des Mangels an Sehgeräten (auch noch im Jahr 1943) nur ein bewegliches Periskop eingebaut wurde.

### Nachrichtenmittel
Der T-80 war mit einer 12RT-Funkanlage im Turm und einer TPU-Panzergegensprechanlage für drei Teilnehmer ausgestattet.
Die 12RT-Anlage bestand aus dem Funksender, -empfänger und dem Umformer zum Anschluss an das 12-V-Bordstromnetz. Vom technischen Standpunkt her war die 12RT eine Duplex-, Amplitudenmodulation-, Röhren- und Kurzwellenfunkanlage mit Heterodynempfänger. Der Output lag bei 20 Watt. Der Sender hatte einen Frequenzbereich von 4 bis zu 5,625 MHz für die Kommunikation zwischen den Panzern in der Gruppe. Der Empfänger besaß einen erweiterten Frequenzbereich von 3,75 bis zu 6 MHz für die Kommunikation in der Gruppe und den Empfang von Nachrichten des Stabes.
Im Stillstand lag die Reichweite im Sprachmodus ohne Funkstörungen bei 15 bis 25 km, während der Fahrt verringerte sich die Reichweite. Die größte Reichweite erreichte man durch den reinen Einsatz von Kodesystemen (z. B. Morsealphabet) ohne Sprachübertragung.
Die TPU-Sprechanlage ermöglichte die Kommunikation im lauten Panzerinneren, und durch Anschluss an die Funkanlage auch mit der Außenwelt.

## Technische Daten
| Technische Daten Leichter Panzer T-80    |                                                                                       |
| Allgemeine Eigenschaften                 |                                                                                       |
| Klassifikation                           | leichter Kampfpanzer                                                                  |
| Chefkonstrukteur                         | Nikolai Alexandrowitsch Astrow                                                        |
| Prototyp Bezeichnung                     | 080 oder 0-80                                                                         |
| Hersteller                               | Gorkowski Awtomobilny Sawod (5 Prototypen) Sawod No. 40 im Mytischtschi (etwa 80)     |
| Gewicht                                  | 11,6 Tonnen                                                                           |
| Länge über alles                         | 4285 mm (etwa 5150 mm mit der WT-43-Kanone)                                           |
| Breite über alles                        | 2420 mm                                                                               |
| Höhe                                     | 2180 mm                                                                               |
| Bodenfreiheit                            | 300 mm                                                                                |
| Besatzung                                | 3 Mann (Fahrer, Richtschütze, Kommandant/Ladeschütze)                                 |
| Baujahr                                  | 1943                                                                                  |
| Stückzahl                                | etwa 80                                                                               |
| Bewaffnung                               |                                                                                       |
| Hauptbewaffnung                          | 1 × 45-mm-Kanone L46 20-Km                                                            |
| Sekundärbewaffnung                       | 1 × 7,62-mm-MG Degtjarjow DT, 1 × 7,62-mm-MP Schpagin PPSch                           |
| Munition                                 | 94–100 Granaten, 1008 Schuss MG-Munition, 213 Schuss MP-Munition, 12 Handgranaten F-1 |
| Panzerung, Wanne                         |                                                                                       |
| Bug oben                                 | 45 mm/Neigung 60°                                                                     |
| Bug unten                                | 15 mm/9°                                                                              |
| Fahrerfront                              | 35 mm/30°                                                                             |
| Wannenseite                              | 25 mm/90°                                                                             |
| Heck oben                                | 15 mm/22°                                                                             |
| Heck unten                               | 25 mm/46°                                                                             |
| Decke                                    | 15 mm/0°                                                                              |
| Boden                                    | 10 mm/0°                                                                              |
| Panzerung, Turm                          |                                                                                       |
| Turmblende                               | 35 mm/gewölbt                                                                         |
| Turmfront oben                           | 15 mm/10°                                                                             |
| Turmfront unten                          | 35 mm/45°                                                                             |
| Turmseite                                | 35 mm/85°                                                                             |
| Heck                                     | 35 mm/60°                                                                             |
| Decke                                    | 10 mm/5°                                                                              |
| Beweglichkeit                            |                                                                                       |
| Motor                                    | zwei 6-Zylinder Ottomotoren GAS-80 (GAS-203F oder M-80) mit 2 × 85 PS                 |
| Leistungsgewicht                         | 14,6 PS/Tonne                                                                         |
| Höchstgeschwindigkeit: (Straße; Gelände) | 42 km/h; 20–25 km/h                                                                   |
| Kraftstoffvorrat                         | 440 Liter                                                                             |
| Kraftstoffverbrauch auf 100 km (Straße)  | 138 Liter                                                                             |
| Fahrbereich (Straße)                     | 320 km                                                                                |
| Antriebslage                             | vorne                                                                                 |
| Federung                                 | Torsionsstab                                                                          |
| Kettenbreite                             | 300 mm                                                                                |
| Bodendruck                               | 0,84 kg/cm²                                                                           |

## Versionen

### Serienproduktion
Der T-80 wurde in nur einer Ausführung ohne deutliche Änderungen in seiner Konstruktion produziert. Es gab keine Kampf- oder Spezialfahrzeuge (Selbstfahrartillerie, Flakpanzer, Transporter oder Schlepper) auf Grundlage des Fahrgestells des T-80.

### Versuchskonstruktionen
Die schwache Bewaffnung (insbesondere die ungenügende Durchschlagsfähigkeit) bewog die Konstrukteure, die Feuerkraft zu verbessern. Von mehreren Entwürfen wurde dabei als einziger Ansatz der Einbau der 45-mm-Kanone WT-42 mit langem Rohr (68 Kaliberlängen) in die Praxis umgesetzt. Die Kanone wurde in Zusammenarbeit des Werks Nr. 40 und dem OKB-172 entwickelt und hatte die gleiche Außenballistik wie die 45-mm-Panzerabwehrkanone M1942 (M-42). Die WT-42 wurde erfolgreich im T-70 getestet, aber sie konnte nicht in ausreichend großem Höhenrichtbereich feuern; dies war jedoch eine Grundanforderung an den T-80. So mussten Verschluss und Rohrrücklaufvorrichtung deutlich überarbeitet werden, um die Forderungen zu erfüllen. Die neue Variante erhielt die Bezeichnung WT-43. Anfang 1943 waren die Arbeiten beendet, und die Waffe wurde erfolgreich im T-80 getestet. Mit Ausnahme einer höheren Mündungsgeschwindigkeit der Panzergranate (950 m/s anstatt 760 m/s) und dem größeren Höhenrichtbereich (bis +78°) blieben alle übrigen technischen Daten dabei gleich. Die WT-43 wurde als neue Bewaffnung übernommen, aber die weiteren Arbeiten wurden zusammen mit dem Ende der Serienfertigung eingestellt.

## Entwurfsanalyse

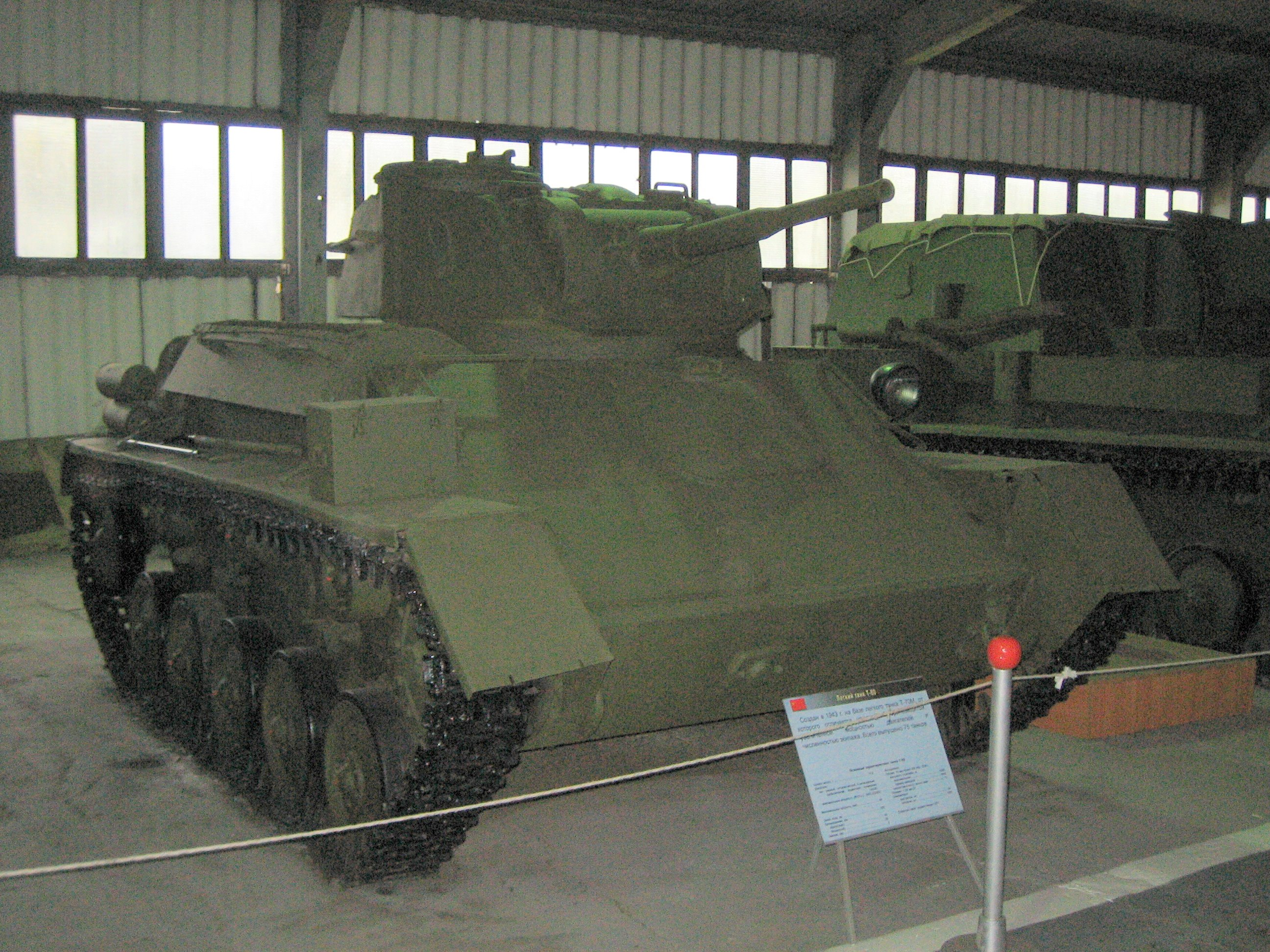
T-80 im Kubinka-Panzermuseum, Russland

Der T-80, in den Extremsituationen der Kriegszeit entwickelt, war der letzte sowjetische leichte Panzer des Zweiten Weltkrieges, der in Serie produziert wurde. Vor dem Krieg sah die sowjetische Führung die leichten Panzer als wichtigen Teil der Ausrüstung der Panzertruppen an, dessen Produktionskosten gegenüber mittleren und schweren Panzern gering sein sollten. Im Falle eines großangelegten Krieges sollten die leichten Panzer in großer Anzahl von nicht auf den Panzerbau spezialisierten Fabriken produziert werden.
Der Vorkriegspanzer T-50 wurde als dafür geeignet angesehen, aber die Produktion des T-50 in der Kriegszeit erreichte nur eine Stückzahl von etwa 70 Fahrzeugen. Die Evakuierung des Herstellers und der Mangel an Dieselmotoren stoppte die Serienproduktion des T-50 für immer. Hinzu kam, dass das Werk Nr. 37, dessen Aufgabe im Kriegsfall die Serienproduktion des T-50 war, diese Aufgabe nicht meistern konnte, da der T-50 zu kompliziert für diesen kleinen Betrieb war.
Mit dem T-40-Schwimmpanzer als Grundlage arbeitete das Konstruktionsbüro des Werks Nr. 37 (die späteren GAS-Werke) unter der Leitung N. A. Astrows daher am Entwurf eines leichten Panzers unter Verwendung billiger LKW-Teile. Neben den früheren Entwicklungsstufen, den leichten Panzern T-60 und T-70, war der T-80 das Ergebnis dieser Bemühungen. Aber der T-80 war kein vollwertiger Ersatz für den T-50, da letzterer bezüglich Leistungsgewicht, Übersichtlichkeit, Fahrbereich und Panzerung (insbesondere an den Seiten) bessere Werte aufwies.
Die niedrigen Kosten und vereinfachten Fertigungsprozesse im Vergleich zu den schweren sowjetischen Panzern konnten andererseits den Wunsch der Führung nach einem Fahrzeug für die großangelegte Massenproduktion in unspezialisierten Betrieben erfüllen. Dies gelang bereits seinem Vorgänger, dem T-70. Die Ergonomie (Hauptschwachpunkt des T-70) wurde zwar mit beim T-80 deutlich verbessert, jedoch wurden seine Vorteile in der Praxis nicht genutzt, wobei der Grund nicht Schwächen des Entwurfs waren.
Den größten Einfluss auf das Schicksal der sowjetischen leichten Panzer hatte die sich ändernde Situation an der Front. Der massenhafte Einsatz des T-34 auf dem Schlachtfeld zwang zur qualitativen Verstärkung der deutschen Panzerabwehrartillerie. Im Jahr 1942 erhielt die Wehrmacht viele neue Panzer, Sturmgeschütze und Panzerabwehrkanonen mit langen Rohren und einem Kaliber von 5 oder 7,5 Zentimeter. Konnte die frontale Panzerung des T-80 noch in bestimmten Fällen einem 5-cm-Granatentreffer widerstehen, war die Vernichtung eines T-80 mit der langen 7,5-cm-Kanone aus jeder Schussweite und unter jedem Winkel kein Problem. Die Seitenpanzerung war verwundbar gegen Treffer im rechten Winkel aus der veralteten 3,7-cm-Panzerabwehrkanone PaK 35/36, bei spitzerem Winkel (typische Situation im Frontalbeschuss) schützte die 25-mm-Seitenpanzerung gut gegen die 3,7-cm-Granatentreffer.

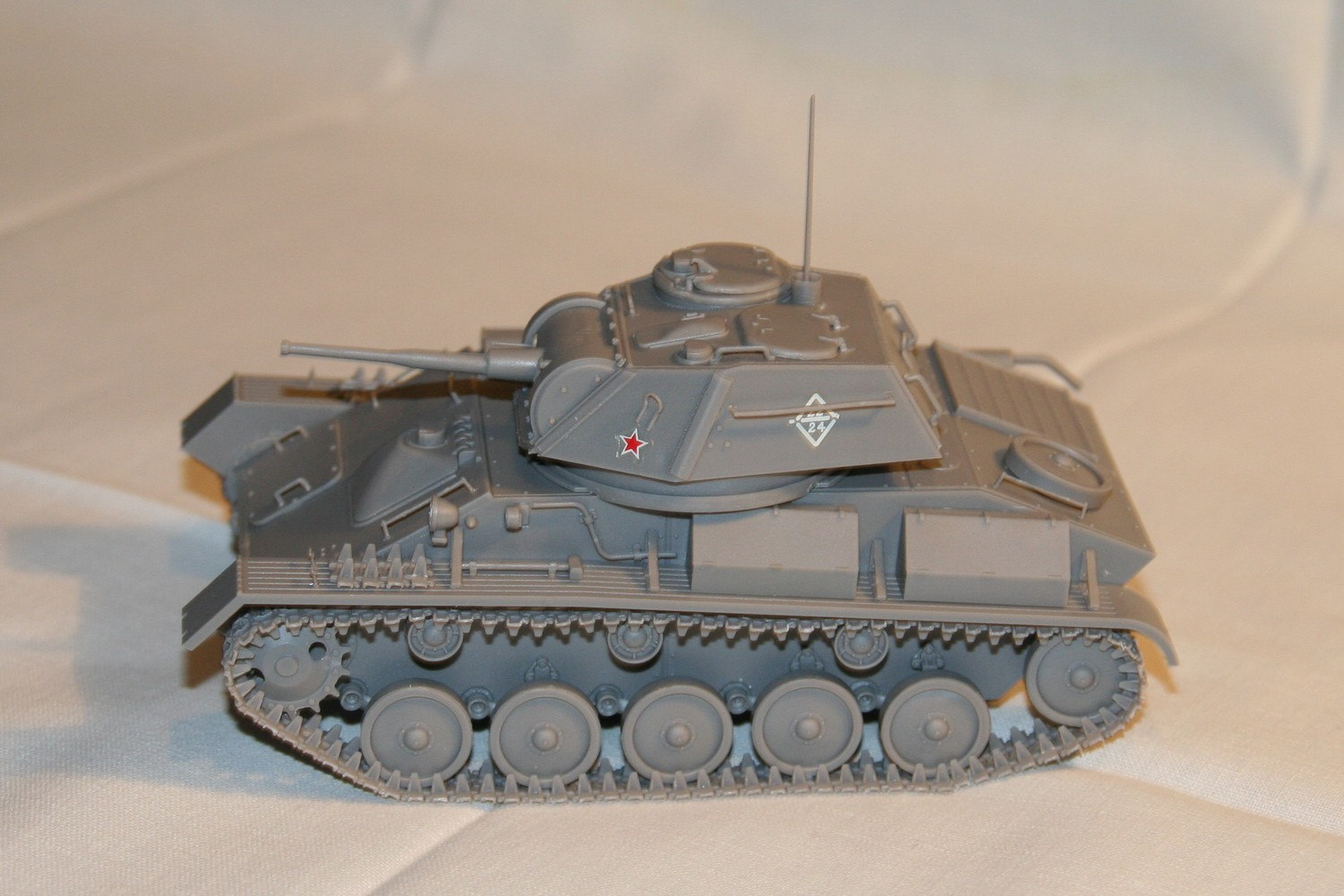
Ein nicht bemaltes Modell des T-80

Im Ergebnis hätte der Angriff auf eine vorbereitete Stellung mit Panzerabwehrkanonen zu hohen Verlusten bei der angreifenden T-80-Einheit geführt. Die Explosionsstärke der 45-mm-Sprenggranate war zu schwach für den wirksamen Kampf gegen PaK-Stellungen und ihre Durchschlagfähigkeit war ungenügend gegen die deutschen Panzer im Jahr 1943. Das unterkalibrige 45-mm-Wolframkern-Panzergeschoss BR-240P konnte eine Frontpanzerung des modernisierten Panzer III und Panzer IV (oder die Seitenpanzerung des Tiger) nur aus kurzer Schussweite (weniger als 300 Meter) durchschlagen, die Frontalpanzerung des Tiger oder Panther war unverwundbar gegen alle Typen von 45-mm-Panzergranaten. Die T-80-Einheiten sollten daher nur aus dem Hinterhalt aus geringer Schussweite feindliche Panzer angreifen und versuchen, ihre Seiten oder Hecks zu treffen. Das forderte großes Geschick von den sowjetischen Panzersoldaten. Die Schlacht am Kursker Bogen zeigte die Richtigkeit dieser Thesen am T-70; der T-80 war insofern gleichwertig. Das war einer der Gründe für die Einstellung der Serienproduktion des T-80.
Wie bereits erwähnt, hatten die GAS-203F-Zwillingsmotoren Probleme mit der Zuverlässigkeit. Die sowjetischen Konstrukteure versuchten daher, diese durch General-Motors-Lizenz-Dieselmotoren zu ersetzen. Aber die Werke in Jaroslawl und Gorki, die für die Vorserienproduktion vorbereitet waren, wurden durch Bombenangriffe der Luftwaffe zerstört oder schwer beschädigt. Im Januar 1944 waren die Arbeiten zur Verbesserung der GAS-Motoren erfolgreich vollendet, aber die Serienproduktionszeit des leichten Panzers war unumstößlich abgelaufen. Die Idee des leichten Panzers wurde nicht gänzlich aufgegeben, im Jahr 1944 war ein neues Projekt auf Basis des T-80-Aufbaus mit Dieselmotor und 76-mm-Regimentskanone M1943 als Bewaffnung in der Entwicklung. Jedoch ging die künftige Entwicklung sowjetischer leichter Panzer einen anderen Weg: Die Gefechtserfahrung zeigte, dass die Rote Armee einen hohen Bedarf an modernen Schwimmpanzern hatte. So suchte das sowjetische Oberkommando im Jahr 1944 nach einzelnen übrig gebliebenen Schwimmpanzern T-37A, T-38 und T-40 zur Überwindung des Swir-Flusses. Ebendiese veralteten Panzer sicherten die Erfolge der dortigen Kampfhandlungen. Der Weg führte sozusagen zurück zum Ursprung, dem Amphibienpanzer T-40.
Der T-80 bot auch zahlreiche Vorteile: Er war klein, leise und auch die unerfahrenen, neu eingezogenen Soldaten konnten das Fahren schnell erlernen. Mit seinem großen Höhenrichtbereich war es ein sehr gutes Fahrzeug für Stadtkämpfe, auch konnte der Panzer das Feuer gegen feindliche Flugzeuge erwidern. Im Gegensatz zum T-34 waren Munitionsexplosionen eine seltene Erscheinung und selbst beschädigte oder sogar verbrannte Fahrzeuge wurden erfolgreich, manchmal direkt im Feld, repariert. Aber die definitive Lehre aus den Gefechtserfahrungen des Zweiten Weltkrieges war, dass ein leichter Panzer nicht die Hauptausrüstung der Panzertruppen unter der Bedingung starker Panzerabwehr bilden kann. Seine taktische Rolle begrenzt sich auf die Verfolgung des Feindes, Infiltration, Stadtkämpfe und Aufklärung. Bis heute hat diese Überlegung ihre Gültigkeit behalten.
| Vergleich mit ähnlichen Fahrzeugen |                               |                               |                                   |                                   |
| Technische Daten                   | T-80                          | Pz.II Ausf. L Luchs           | M3A1 Stuart                       | M14/41                            |
| Staat                              | Sowjetunion                   | Deutsches Reich               | Vereinigte Staaten                | Königreich Italien                |
| Gewicht in Tonnen:                 | 11,6                          | 11,9                          | 12,9                              | 14                                |
| Länge über alles in m              | 4,3                           | 4,6                           | 4,5                               | 4,9                               |
| Breite über alles in m             | 2,4                           | 2,5                           | 2,2                               | 2,2                               |
| Höhe in m                          | 2,2                           | 2,2                           | 2,6                               | 2,4                               |
| Besatzung                          | 3                             | 4                             | 4                                 | 4                                 |
| Baujahr(e)                         | 1943                          | 1942–44                       | 1942–43                           | 1942–43                           |
| Hauptbewaffnung:                   | 45 mm, L46                    | 20 mm, L55 oder 50 mm L60     | 37 mm, L53                        | 47 mm, L32                        |
| Sekundärbewaffnung:                | 1 × 7,62-mm-MG                | 1 × 7,92-mm-MG                | 3 × 7,62-mm-MG                    | 3 × 8-mm-MG                       |
| Granaten, Stück:                   | 94–100                        | 330 (20 mm)                   | 106                               | 87                                |
| Schuss MG-Munition:                | 1008                          | 2250                          | 7220                              | 2592                              |
| Frontpanzerung in mm/Neigung       | 45/60° (unten), 35/30° (oben) | 30/77° (unten), 30/80° (oben) | 44/gewölbt (unten), 38/73° (oben) | 30/gewölbt (unten), 42/79° (oben) |
| Seitenpanzerung, in mm/Neigung     | 25/90°                        | 20/90°                        | 25/90°                            | 25/90° und 25/81°                 |
| Turmpanzerung in mm                | 35                            | 30 (Front), 20 (Seite)        | 38 (Front), 25 (Seite)            | 40 (Front), 25 (Seite)            |
| Motortyp                           | Ottomotor                     | Ottomotor                     | Ottomotor                         | Dieselmotor                       |
| Leistung in PS                     | 170                           | 180                           | 250                               | 145                               |
| Leistungsgewicht in PS/Tonne:      | 14,6                          | 15,1                          | 17,5                              | 10,3                              |
| Höchstgeschwindigkeit in km/h:     | 42                            | 60                            | 58                                | 32                                |
| Fahrbereich (Straße) in km:        | 320                           | 290                           | 220                               | 200                               |

Im Vergleich zu den Panzern anderer Staaten in der Gewichtsklasse von 9 bis 13 Tonnen war der T-80 besser geschützt und bewaffnet als diese, Ergonomie, Visiereinrichtungen und Nachrichtenmittel waren vergleichbar mit den leistungsfähigsten Vertretern seiner Klasse (wie dem Panzer II).
Von den technischen Daten her war der T-80 vergleichbar mit dem deutschen leichten Panzer II der späten Ausführung F, dem italienischen mittleren Panzer M14/41 und dem amerikanischen leichten Panzer M3 (M5) Stuart. Letzterer wurde etwa zur gleichen Zeit entwickelt und im Rahmen des Lend-Lease-Abkommens auch an die sowjetischen Panzertruppen geliefert. Der T-80 erreichte eine geringere Höchstgeschwindigkeit; Bewaffnung und Panzerung waren annähernd gleichwertig (bei besserer Leistung der 45-mm-Granate); Fahrbereich und Höhenrichtbereich des Geschützes wiesen bessere Werte auf.

## Erhaltene Fahrzeuge
Der einzige bis heute erhalten gebliebene T-80 ist im Panzermuseum Kubinka bei Moskau ausgestellt. Das Exponat ist nicht fahrtüchtig.

## Weiterführende Informationen